# Лёкеманс, Бьёрн
Бьёрн Лёкеманс (нидерл. Björn Leukemans; род. 1 июля 1977,  район  Дёрне, Антверпен, Бельгия) — бельгийский профессиональный шоссейный велогонщик в 2000-2015 годах. 

## Достижения

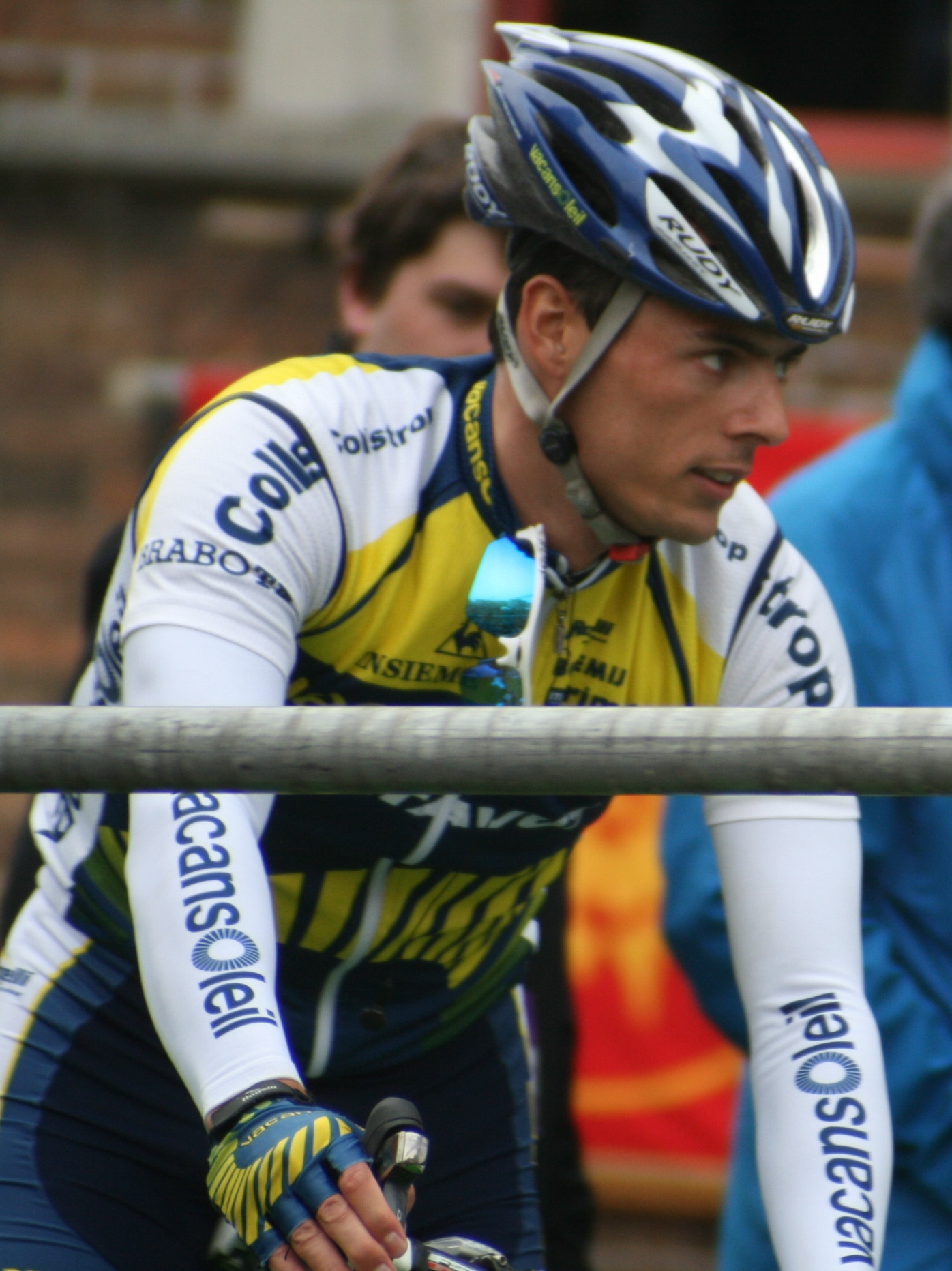
Бьёрн Лёкеманс на Туре Фландрии 2009

1999
1-й — Этап 2 Вуэльта Наварры
2-й Чемпионат Бельгии — Групповая гонка U23
4-й Тур Верхней Австрии
6-й Чемпионат мира — Групповая гонка U23
7-й Зеллик — Галмарден
9-й Triptyque des Monts et Châteaux
10-й Чемпионат Европы — Групповая гонка U23
2000
1-й — Этап 2 Dekra Open Stuttgart
2-й Тур Валлонии — Генеральная классификация
6-й Дрёйвенкурс Оверейсе
2001
2-й Гран-при Ефа Схеренса
3-й Гран-при Вилворде
5-й Зеллик — Галмарден
7-й Схал Селс
8-й Гран-при Исберга
9-й Схелдепрейс
2002
1-й Grote Prijs Beeckman-De Caluwé
4-й Тур Валлонии — Генеральная классификация
5-й Тур Олимпийской Солидарности — Генеральная классификация
1-й — Этап 3
5-й Шоле — Земли Луары
5-й Венендал — Венендал Классик
6-й Дрёйвенкурс Оверейсе
2003
4-й Тур Дренте
5-й Брюссель — Ингойгем
10-й Классика Харибо
2004
1-й — Этап 5 Тур Бельгии
3-й Гран-при Зоттегема
4-й Тур Кёльна
4-й Polynormande
5-й Классика Альмерии
6-й Эшборн — Франкфурт
9-й Рут Адели де Витре
2005
2-й Гран-при Ефа Схеренса
2-й Гран-при Валлонии
6-й Чемпионат Бельгии — Групповая гонка
7-й Амстел Голд Рейс
2006
5-й Гран-при Марсельезы
5-й Эшборн — Франкфурт
6-й Гран Пьемонте
2007
1-й — Этап 4 Тур Австрии
4-й Париж — Рубе
4-й Дрёйвенкурс Оверейсе
7-й Брабантсе Пейл
8-й Чемпионат Бельгии — Групповая гонка
9-й Халле — Ингойгем
10-й Гран-при Валлонии
2008
3-й Stadsprijs Geraardsbergen
2009
3-й Ле-Самен
4-й Брабантсе Пейл
6-й Халле — Ингойгем
7-й Этуаль де Бессеж — Генеральная классификация
1-й — Этап 4
8-й Тур Фландрии
10-й Тур Лимузена — Генеральная классификация
2010
1-й Дрёйвенкурс Оверейсе
2-й Дварс дор Фландерен
2-й Stadsprijs Geraardsbergen
4-й Тур Фландрии
4-й Гран-при Ефа Схеренса
6-й Тур Люксембурга — Генеральная классификация
6-й Париж — Рубе
6-й Гран-при Валлонии
7-й Брабантсе Пейл
7-й E3 Харелбеке
10-й Чемпионат Бельгии — Групповая гонка
2011
1-й Тур Лимузена — Генеральная классификация
1-й — Этап 1
1-й Дрёйвенкурс Оверейсе
1-й Хейстсе Пейл
2-й Брабантсе Пейл
3-й Тур Бельгии — Генеральная классификация
3-й Гран-при Валлонии
6-й Гран-при Квебека
7-й Тур Фландрии
7-й Амстел Голд Рейс
9-й Тур Люксембурга — Генеральная классификация
9-й Льеж — Бастонь — Льеж
2012
1-й Дрёйвенкурс Оверейсе
1-й Stadsprijs Geraardsbergen
3-й Гран-при Валлонии
4-й Гран-при Ефа Схеренса
6-й Гран-при Монреаля
7-й Париж — Бурж
7-й Париж — Тур
8-й Тур Люксембурга — Генеральная классификация
2013
1-й Дрёйвенкурс Оверейсе
2-й Бенш — Шиме — Бенш
3-й Брабантсе Пейл
4-й Чемпионат Бельгии — Групповая гонка
4-й Хейстсе Пейл
6-й Гран-при Импанис–Ван Петегем
7-й Амстел Голд Рейс
9-й Гран-при Марсельезы
10-й Гран-при кантона Аргау
2014
2-й Тур Лимузена — Генеральная классификация
1-й — Этап 1
4-й Дрёйвенкурс Оверейсе
5-й Брабантсе Пейл
6-й Тур Пикардии — Генеральная классификация
9-й Тур Фландрии
9-й Париж — Брюссель
9-й Гран-при Импанис–Ван Петегем
10-й Тур Люксембурга — Генеральная классификация
2015
1-й Тур Лимбурга
1-й Гран-при Ефа Схеренса
1-й Stadsprijs Geraardsbergen

## Статистика выступлений

### Гранд-туры
| Гранд-тур                 | 2005 | 2006 | 2007 | 2008 | 2009 | 2010 | 2011 |
| ------------------------- | ---- | ---- | ---- | ---- | ---- | ---- | ---- |
| Джиро д’Италия            | 106  | —    | —    | —    | —    | —    | —    |
| Тур де Франс              | —    | —    | —    | —    | —    | —    | НФ   |
| (c 2010 ) Вуэльта Испании | —    | 93   | —    | —    | НФ   | —    | —    |

| —  | Не участвовал  |
| НФ | Не финишировал |